# Igor Sergejevič Ivanov
Igor Sergejevič Ivanov (rusky Игорь Сергеевич Иванов, * 23. září 1945, Moskva) je ruský politik a diplomat. V letech 1998–2004 byl třetím ministrem zahraničních věcí Ruské federace.
Je synem ruského otce a gruzínské matky. V roce 1969 absolvoval Moskevskou státní jazykovou univerzitu. V roce 1973 vstoupil do řad sovětského ministerstva zahraničí a následující dekádu strávil jako diplomatický pracovník ve Španělsku. Do SSSR se vrátil 1983, avšak v roce 1991 znovu putoval (tentokráte již jako velvyslanec) do Španělska. Dne 11. září 1998 pak nahradil Jevgenije Primakova ve funkci ministra zahraničí Ruské federace.
Ve svém úřadě vystupoval proti akcím NATO v Jugoslávii a invazi USA do Iráku. Hrál klíčovou roli ve vyjednávání mezi gruzínským prezidentem Eduardem Ševardnadzem a opozičními stranami při tzv. Růžové revoluci v roce 2003. O rok později byl ve funkci ministra nahrazen Sergejem Lavrovem. Následně získal post tajemníka Rady bezpečnosti Ruské federace, na který rezignoval 9. července 2007.